# Toszkán oszlop

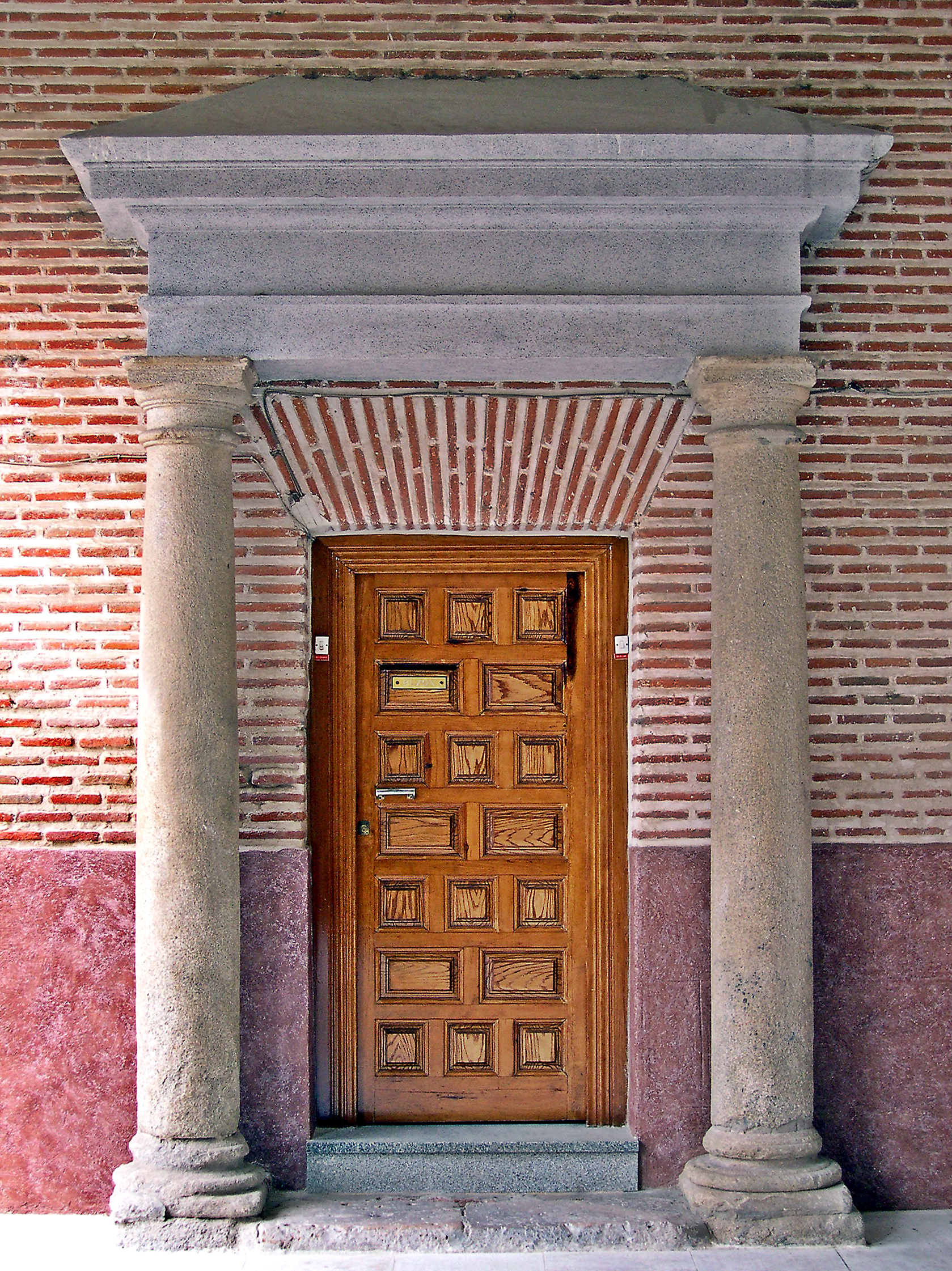
Toszkán oszloprend

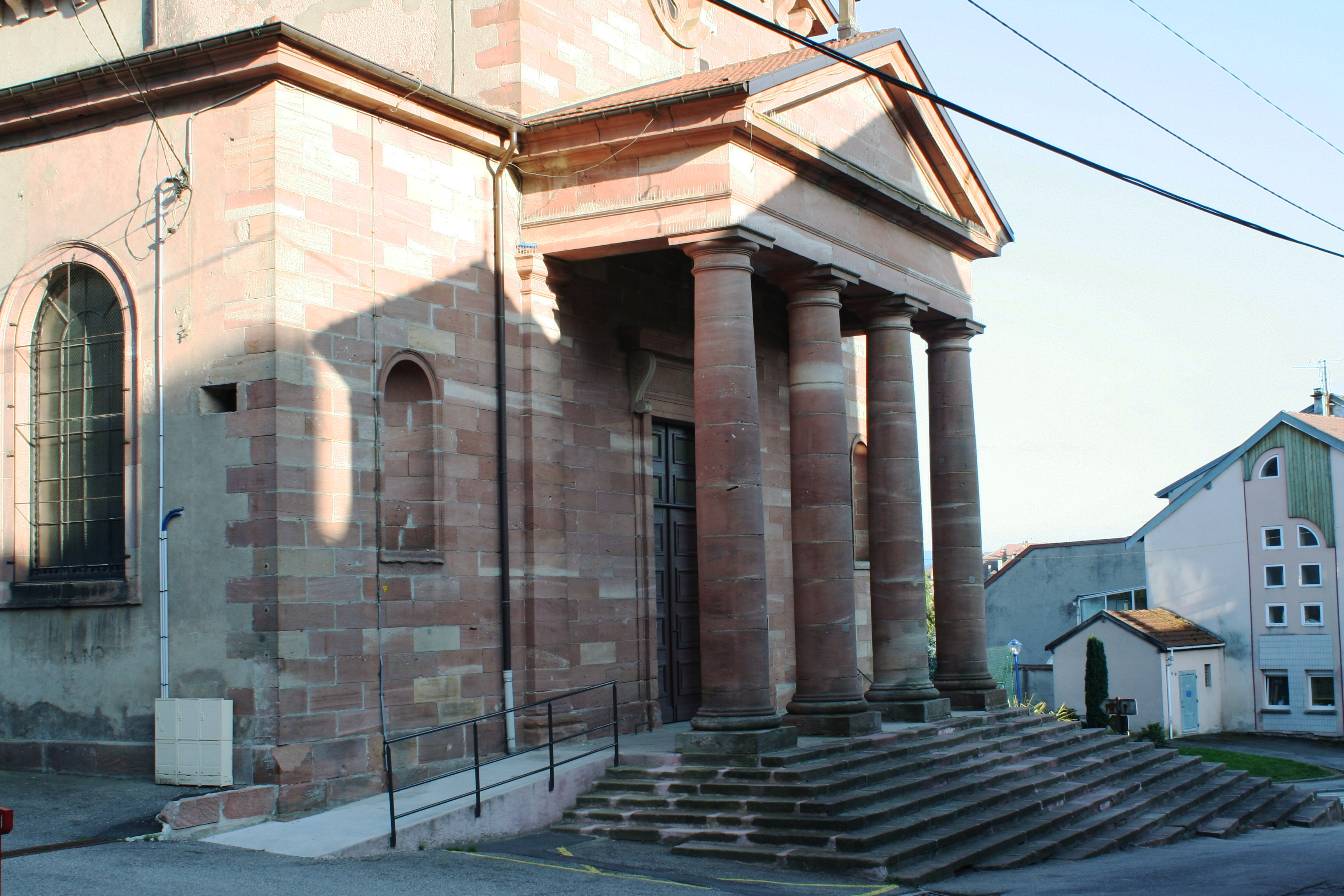
A Notre-Dame-de-l'Assomption de Bruyères székesegyház bejárata

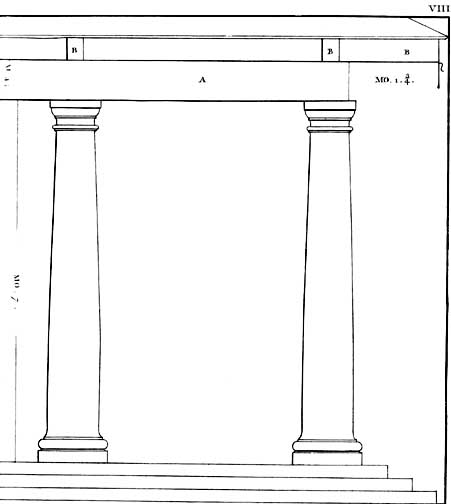
A toszkán oszloprend Andrea Palladio: I Quattro Libri dell'Architettura című művében

A toszkán oszlop (vagy amint ezt másik neve: római dór oszlop is mutatja) a dór oszlop itáliai, egyszerűsített változata. Eredetinek tekintett leírása Vitruviusnál, majd Vignolánál olvasható.

## Felépítése
Talapzaton áll. A törzse (a dór oszlopétól eltérően) sima, fejezetének párnatagja és fedőlapja egyaránt kör alakú. A görög echinus helyett torosz tagozattal látták el; a dór oszlopnál vaskosabb.

## Kialakulása, elterjedése
Ez az egyszerű, elnagyolt arányú, vájat nélküli oszlop az etruszk építészetben jelent meg, majd a reneszánsz építészek alkottak belőle önálló oszloprendet.